# Classement FICP 1985
Navigation
Édition précédente Édition suivante
Le classement FICP 1985 est la classement établit par la Fédération internationale du cyclisme professionnel (FICP) pour désigner le meilleur cycliste sur route professionnel de la saison 1985. L'Irlandais Sean Kelly remporte le classement pour la deuxième fois de suite après sa victoire dans le Classement FICP 1984.

## Classement
| Classement | Coureur           | Points  |
| ---------- | ----------------- | ------- |
| 1          | Sean Kelly        | 1042,25 |
| 2          | Phil Anderson     | 854,75  |
| 3          | Bernard Hinault   | 784,50  |
| 4          | Greg LeMond       | 701     |
| 5          | Eric Vanderaerden | 592,25  |
| 6          | Stephen Roche     | 584,75  |